# Leymebamba (distrito)

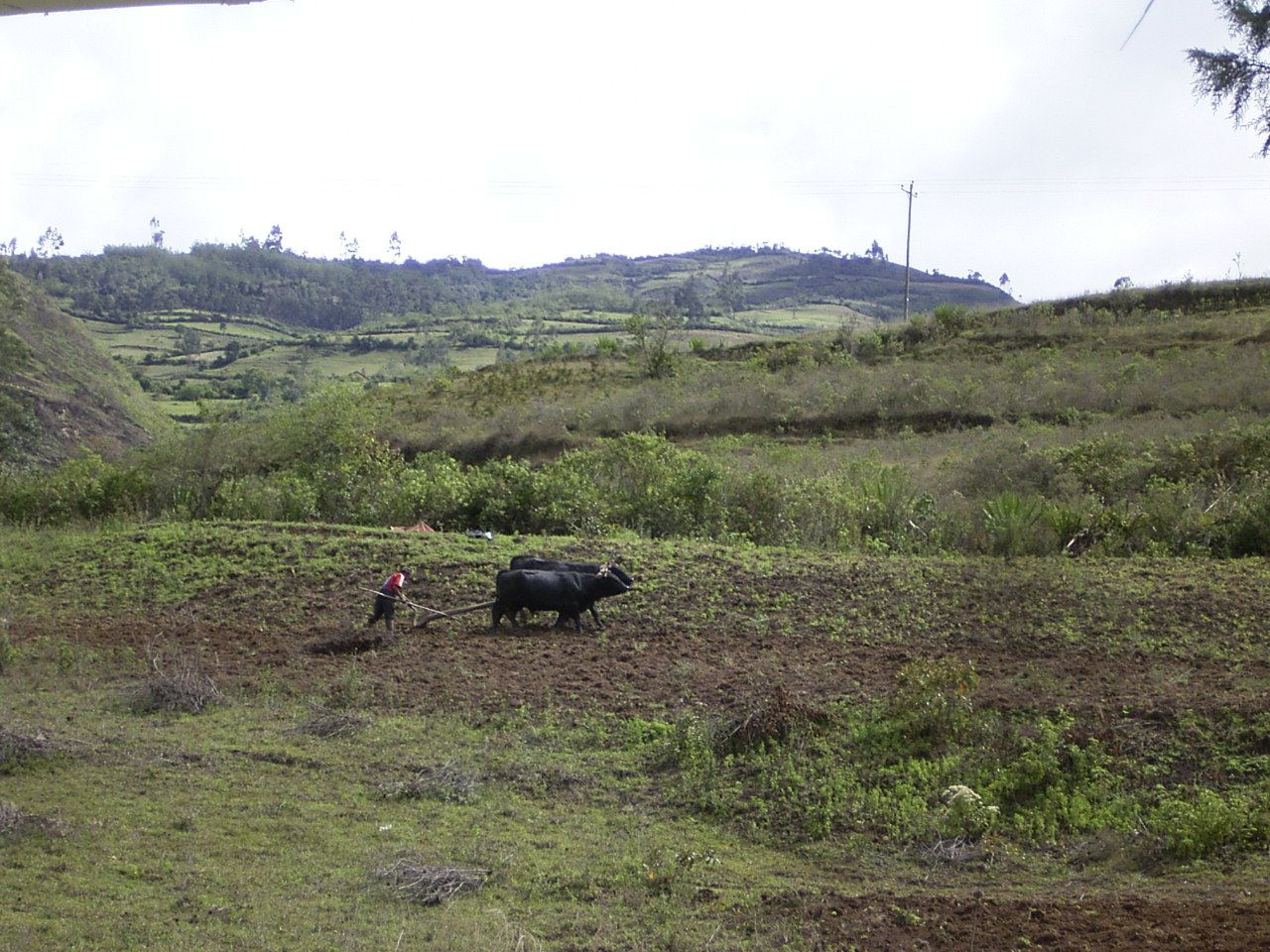
Campos perto de Leymebamba.

O distrito de Leymebamba é um dos 21 distritos peruanos localizados na Província de Chachapoyas, departamento Amazonas, ao norte do país. Sua capital é a cidade de Leymebamba.

## Situação
Limita ao norte com a província de Luya e com Montevideo, a leste com a província de Rodríguez de Mendoza, ao sul com Chuquibamba e o departamento de La Libertad e a oeste com Balsas.
O distrito foi criado à época da independência e tem uma população estimada superior a 3.000 habitantes.
Sua capital é situada na montanha, às margens do rio Utcubamba. A localidade oferece vários atrativos como ruínas arqueológicas, a Laguna de los Cóndores, o Museu em que se encontram informes sobre a fauna e flora locais e as múmias da Laguna de los Cóndores, e os Quipus encontrados na região.
As festas patronais da capital Leymebamba se celebram a 28 de agosto, em homenagem a Santo Agostinho. Outra festa muito importante para o povo local é a da "Vigen del Carmen", a 16 de julho. A sede também possui uma paróquia, que é atendida por dois sacerdotes da Diocese de Chachapoyas.

## Pueblos e povoados do distrito
| - Palmira - Leimebamba - Bonda - Guilipe - Muyucsha - Ishpingo - Pomacochas - Cuensol - Dos De Mayo - Plaza Pampa - Chururco - Lluy - Llushpe - Puchicana - Checo - Teaben | - Felipa - Miraflores - Santa Dionisia - Gramalote Rural - Amuch - Parajillo - Shalcapata - Shishuayco - Potrerillo - El Salto - Triguicsa - El Tambo - Shonie - Monticunga - Siogue - San Miguel | - Timbo Yambo - Jinez - Las Escobas - Chorrera - Sinuno - Lugar Tranquilo - Quingrimachay - Ñushta - Torongil - Lajas Bamba - Tambillo - Shival - La Vaquería - Monteseco - La Joya - Tajopamba | - Quishuar - Laguna-C0ndores - Churo Churo - Corral Conga - Pampas Verdes - Cabildo Pata - Atuen - El Jardín - Orfedon - Israel - Chilingote - Agua Loca - Conjul - Chinchango - Cashapata |

A maioria dos pueblos e povoados do Distrito de Leymebamba estão construídos na montanha, alguns também às margens do rio Utcubamba.

## Transporte
O distrito de Leymebamba é servido pela seguinte rodovia:
- PE-8B, que liga o distrito de Cajamarca (Região de Cajamarca) ao distrito de Chachapoyas [2][3][4]